# Дманисская и Агарак-Таширская епархия
Дмани́сская и Агарак-Таши́рская епархия (груз. დმანისისა და აგარაკ-ტაშირის ეპარქია) — епархия Грузинской православной церкви. Данная епархия на сегодняшний день не имеет официального статуса юридического лица и признана только Грузинской церковью.

## История

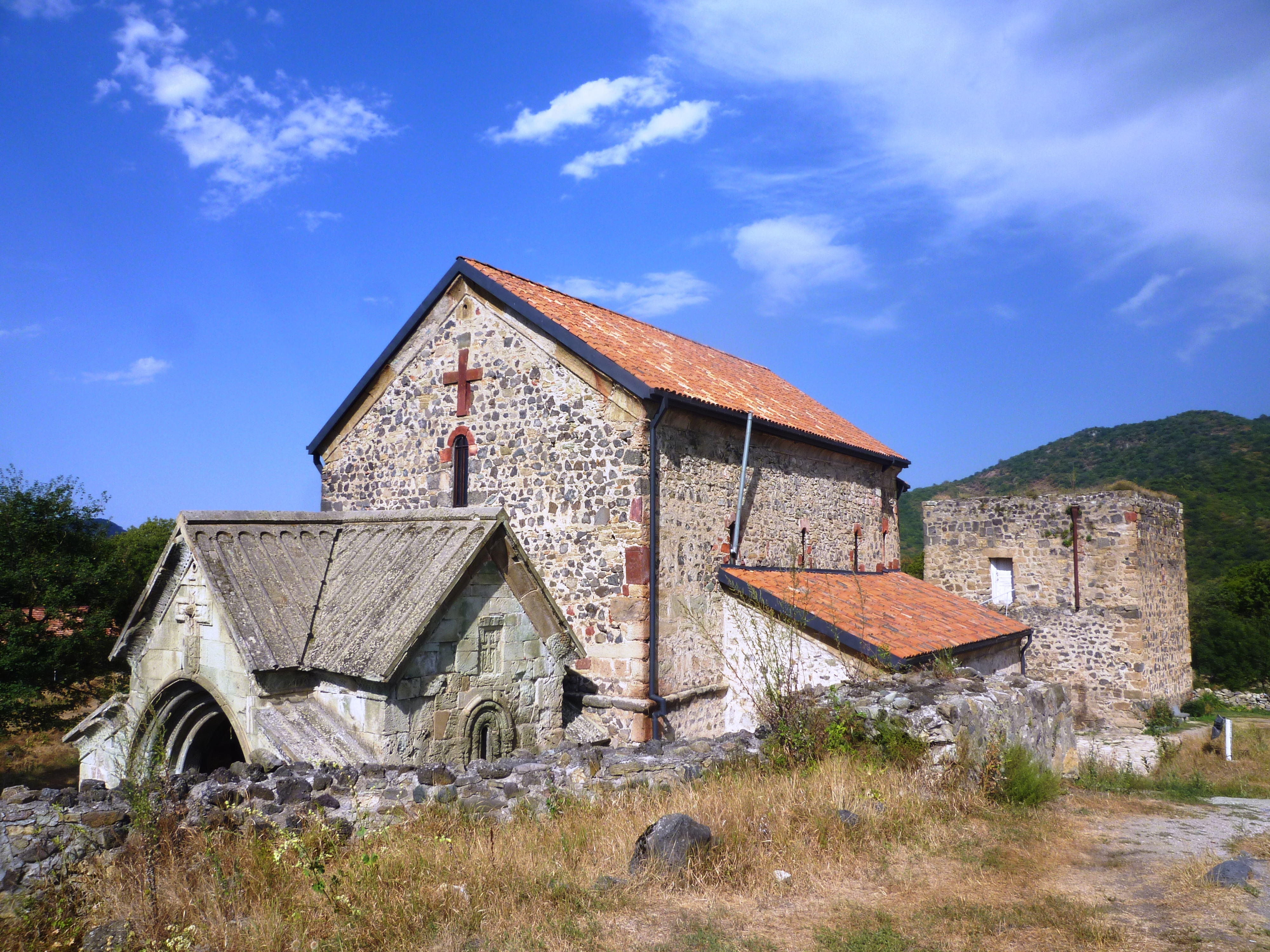
Дманисский Сиони

В ранний период кафедральным собором Дманисской епархии был Круглый храм (IV—V века) в селе Вардисубани. Не позднее IX века кафедра Дманисской епархии находилась в Дманисском Сиони. Сведения о Дманисской епархии и епископах Дманисских (дманели) в источниках ранее XIII века немногочисленны, что отчасти объясняется попеременной экспансией этих территорий арабами (VII—IX века), армянами (X—XI века) и турками-сельджуками (XI—XII века). Однако о полнокровной жизни епархии свидетельствуют многие ранние памятники христианского искусства, расположенные на её территории: Дманисский Сиони (IX век), церковь Бучуриани (VI—VII века; в 1970 году взорвана), Кведаубанская церковь близ Казрети (V—VII века), две церкви в селе Укангори (IV—VI века) и другие, а также раннехристианские грузинские стелы и каменные кресты.
В средневековье на территории Дманиссой епархии находилось несколько монастырей, среди них наиболее крупными были Испиани во имя Святой Троицы (1-я половина XIII века) в Казретском ущелье, где сохранились развалины однонефной базилики, хозяйственных и жилых помещений и трапезной, считающейся одной из самых больших в Грузии; комплекс Кизылкилиса у подножия горы Лухуми (XI—XII века) с развалинами церкви, внушительной оградой позднего периода и раннехристианскими грузинскими каменными крестами; в начале XVIII века монастырь Давид-Гареджа, расположенный у слияния рек Казретис-Хеви и Машавера (XIII—XIV века), где, по преданию, подвизался преподобный Давид Гареджийский, восстанавливался князем Эрастом Орбелиани и его супругой Анной. С именем преподобного Давида связана и пещерная церковь на горе Кечути.
Во второй половине XVIII века была учреждена Ахтальская епархия, куда, наряду с территориями Агаракской, Цалкской и Болнисской епархий, вошли и территории Дманисской епархии. После упразднения в 1811 году автокефалии Церкви Восточной Грузии (Мцхетского католикосата) территории Дманисской епархии находились в составе Мцхетско-Карталинской (с 1818 года Карталинско-Кахетинская (Грузинская)) епархии Грузинского экзархата.
В 1917 году, после восстановления автокефалии Грузинской православной церкви (ГПЦ), территории Агаракской, Цалкской, Болнисской епархий и Дманисской епархии вошли в состав Тифлисской (1917—1920), затем Тифлисско-Мцхетской (1920—1927) епархии. В июне 1927 года на IV Поместном соборе ГПЦ эти территории вместе с Лоре-Ташири были включены в состав восстановленной древней Ахтальско-Пентелитарской (Бешташенской) епархии. В 1950-х годах XX века данные территории вошли в состав Агарак-Цалкской епархии.
В сентябре 1995 года на XIII Поместном соборе ГПЦ на основе Манглисской и Агарак-Цалкской епархий были созданы Манглисско-Цалкская и Болнисско-Дманисская епархии. В августе 2003 года на заседании Синода Грузинской православной церкви было решено разделить Болнисско-Дманисскую епархию на Болнисскую епархию и Дманисскую епархию; правящим архиереем последней стал епископ Зинон (Иараджули).
6 февраля 2006 года Священный синод Грузинской православной церкви постановил: «восстановить исторически существующую епархию Агарак-Ташира и подчинить ее епископу Дманиси, титул которого определить следующим образом епископ Дманиси и Агарак-Ташира, кафедра в Дманиси». Данное решение вызвало возражение со стороны Верховного духовного совета Армянской апостольской церкви, где заявили, что новая грузинская епархия «учреждена в северном регионе Армении», в местах, «где у ГПЦ нет верующих». Между тем в Грузии «игнорируется справедливое право сотен тысяч верующих армян на возвращение церквей армянской епархии».
В свою очередь создание на территории Армении Ереванско-Армянской епархии в 2019 году вызвало негативную реакцию епископа Зинона (Иараджули), который увидел в этом посягательство на свою каноническую территорию

## Епископы
- c 18 августа 2003 года — Зинон (Иараджули)